# الفرسان العرب
الفرسان العرب (Arabian Knights) كان قطعة رسوم متحركة من مسلسل تلفزيون الأمريكي «ساعة المغامرات للبانانا سبليتس» تنشأه إنتاجات هانا-باربيرا. المسلسل يبنى على حكايات ألف ليلة وليلة، تلقب بالإنغليزية Arabian Nights «ليالي العرب».

## الحبكة: أصول سرية
في الماضي بلاداً مسالمة، كانت الفرس مغزوة من القوات الهائلة للفاتح الظالم بقار، السلطان الأسود. لما جميع دول الفرس كانت مغلوبة، غزا بقار العاصمة بغداد. واقتحم بقار وقواته القصر الملكي واستولى العرش من الأمير طورهان وأمر قتل الأمير. فيهرب الأمير من القصر ويتعقبه حراس بقار. وفي هروبه الأمير يجد المساعدة عند الساحر فريق الذي بسحره يتهرب من الحراس. وخلال سفرهما إلى دولة الربال ليطلب المساعدة من خاله الخليفة، طورهان وفريق يتعبان من الحراس في كهوف الهلاك، طورهان وفريق يلقيان رسيم. ويخبرهما رسيم أن قوات بقار قد اغتصبوا عرش الربال وسجنوا الخليفة وإبنته الأميرة نائدة. فيتوجهون الثلاثة إلى الربال على ظهر زازوم، وهو حمار رسيم.
في الربال ينقذون الأميرة نائدة وهي على وشك أن يتم بيعها في العبودية. فهناك تظهر الأميرة سيادتها للتنكر ومحاكاة الأصوات بخداع الحراس، ولكن يجدون أنفسهم محرجين من قبل رجال بقار. فيقفز باز في المنظر ويحول شكله في شكل فيل، فيدافع الحراس ويحمل جميع الأبطال إلى السلامة. وفي كهوف الهلاك يقرون أن يشكلوا فئة أبطال ويقسمون أن يحموا أراضيهم من طغيان بقار، وكذلك شكلوا حلفاً يتسمى «الفرسان العرب».

## إخراج المسلسل
كان مسلسل الفرسان العرب أحداً من عدد مسلسلات صغيرة من رسوم متحركة تستعمل كقطع حشوة لـ«ساعة المغامرات للبانانا سبليتس». وكل قطعة استمرت بين 9 و10 دقيقة. وغالباً تنافس المسلسلات الأخرى: قطع «الفرسان الثلاثة» و«مغامرات مهجرية» وفي لايف أكشن «جزيرة خطر».
كثيراً ما النزعة العامة في مغامرات الفرسان العرب يحاولون أن ينفيذوا عملاً ما ضد جند بقار وأن يجدوا واسطة ليكملوا هدفهم وذلك انقلاب سيطرة الظالم، أو يعالجون عدواً آخر يوجد في عالم الفرسان.
فعلت هذه المغامرات غالباً بأسلوب نصف جدي ومع امتزاج وفرة من حركة وكوميديا. وما جرح وما أذي أحد إلا قل وندر، بإستثناء أتباع بقار (غالباً في طريقة هزلية), وانتهت الحلقات غالباً بمرح وسعادة للفرسان.

## الشخصيات

### الفرسان العرب
- الأمير طورهان (صوت جاي نورث) - أمير بغداد ووارث شرعي لعرش السلطان، طورهان مراهق صبي وجميل. بالإضافة إلى كيانه شاجعاً وجريئاً هو بهلوان رشيق ورضائي ومبارز ماهر بالسيف. يجمع طورهان فئة صغيرة من أصدقائه ليقود ثورة على طغيان بقار ويستعيد عرشه ليعيد السلام والفلاح في دولته. وطورهان القائد الفعلي للفرسان وهو الحافز للصراع على بقار ولنهو سيطرة المغتصب. هو يملك سيفاً سحرياً يُرمي ويرتد مثل بمرنغ في طرق عجيبة.
- الأميرة نائدة (صوت شاري لويس) - ابنة خليفة الربال، الأميرة نائدة مراهقة جميلة وهي بنت خال الأمير طورهان. هي سيدة التنكر وماهرة في محاكاة الأصوات. وهي ممارسة الفنون القتالية تتمكن من المحاربة وهي تصمد في معارك الفرسان أيضاً.
- فريق، الساحر (صوت جون ستيفنسن) - رُجَيْلٌ قصير وبدين ومرح، فريق ممارس ماهر للفنون السرية وسيد الانسحار، وهو يُحضر معاونة سحرية عند الحاجة. هو الأول من يقدم المساعدة لطورهان بعد أن خلعه بقار. أحياناَ السحر يصبح صعباً جداً عليه ويستنزف طاقته. فريق يتمكن من تحريك االأبسطة والزرابي والحشايا ليشال الفرقة بالجو. فريق يتمكن من تغييب نفسه والآخرين من أجل الخلسة أو التعمية. وأحياناً يتمكن من حل نفسه والآخرين في الدخان ليهربون من مواضع ضيقة. هو يتمكن من ارتفاع أشياء وتغيير حجوم أشياء وأشخاص، خلق أشياء من العدم، وتغيير صورة شيء واحد إلى آخر.
- رسيم القوي (صوت فرانك غرستل) - رجل طويل وعضِل في لباس ضئيلة وطربوش، رسيم مصدر الطاقة للفرقة مع قوة جسمانية لا تصدق وثبات واحتمال. هو لقى طورهان أولاً لما طورهان وفريق اختفيان في كهوف الهلاك ورسيم يحتلها. رسيم أخطأ بينهما ورجال بقار فيهجم عليهما. ومع ذلك حين يدرك أنهما يقاومان بقار، يصادقهما ويذهب معهما ليجدوا الخليفة ويطلبوا مساعدته على بقار. وطالما يُزهي بقوته قائلاً أنه قوي مثل ثلاثين رجالاً. ومرة واحدة قال رسيم أنه قوي مثل سبعة أفيال. قوّته كافية ليكسّر أسواراً حجرية، يرفع جلاميداً ويمسكها، يمسك كللاً ويرددها، ويطرد عشراتاً من رجال بقارفي نفس الوقت. طاقة رسيم تجعل تسوية جيدة في معارك الفرسان.
- زازوم (صوت دون ميسيك) - حمار رسيم، الحمار الصغيرالوافي ذو أذنين طويلتين. كان زازوم مستعملاً أولاً من قبل طورهان وفريق ورسيم ليصلون إلى الربال. زازوم حمار ذكي جداً يعاون أعضاء فرقته. يتمكن زازوم من تدوير نفسه بسرعة إلى حد أنه كإعصار صغير وهالك يغلب أي عدوٍ أو يهلك أي شيء يأتي إليه. هو لا يحب أن يُجرّ ذيله لأن ذلك يغيظه فهو يصير متهوراً جداً يكسّر الصخر في حصى. بالإضافة زازوم يتمكن من شم الذهب بدقّة.
- باز، البهيمة (صوت هينري كوردن) - رجل داكن البشرة مع عمامة وثياب خضراء، يتمكن باز من تحويل شكله في حيوان أو طائر، من فيل جبار حتى فأرة صغيرة. هو يطلق هذه قدرة يلفظ اللفظ «حجمَ --!» ويلفظ اسم الحيوان أو الطائر يريد التحول فيه، ويتلي صوت قصف يعلن تحويله. أحياناً مع اللفظ السحري تتلي تصدية يديه. وإن المخلوق صغير بما يكفي يتمكن باز من تحويله في نسخ متعددة كالتحول في مليون النحل. وأيضاً يتحول باز في حيوانات كيبرة تتكون وسائط نقل بديلة للفرسان مثلاً فيل أو جمل للنقل البري. وأيضاً يتمكن من تحول في مخلوقات أسطورية مثلاً الحصان المجنح أو الرخ للنقل الجوي. وتحويل شكله يجعله جاسوس ملائم للفرسان لكشف ماذا يخطط بقار.

### الأوغاد
- بقار، السلطان الأسود (صوت جون ستيفنسن) - القاهر الفاسد وعدو للفرسان العرب، بقار يغتصب عرش أبي طورهان ويتسيطر على بغداد. من الواضح أن يريد قيادة كل المملكة تتبع بغداد، يوضع كل قواته لهدف الإستيلاء على طورهان (وبعد ذلك جميع الفرسان) ليأمن مكانه على العرش. مع أنه قاسٍ، بقار لا يريد أن يتورط نفسه مباشراً في القتال على الفرسان. يستحب أن يجعل جنده وأتباعه أن يقضوا الأمر. وعند بقار أسلوب متميز لثيابه—وذلك خوذة أحادي الشوكة ومبطن الفراء بدل إكليل—وذلك يعرض بأصول من المنغول.
  - فانغور (صوت بول فريز) - منفذ بقار ورئيس حراسه. كثيراً ما يكيد كياداً لإستيلاء الفرسان. من البادي أن أبو فنغور كان حداءاً. عنده شعر أحمر حليق في قنزعة، وذلك يعرض بأصول من غلاطية وبالعبودية.
  - صندار - ساحر بلاط بقار.
- رامنيزار - سحار مسنّ، ومرة واحدة بقار تقرب إليه ليسأله أن يقتل الفرسان العرب في مبادلة تجزية ثقيلة.

## الحلقات
| رقم | العنوان                                            | الخلاصة |
| --- | -------------------------------------------------- | --- |
| 1   | Joining of the Knights (تجميع الفرسان)             | تحكي الأصول السرية لغزوة بقار على بغداد وأسباب تكوين الفرسان العرب. |
| 2   | The Ransom (الفدية)                                | بعد أن ينقذون الأمير راجي من أتباع بقار، الفرسان العرب يذهبون أن يساعدوا أباه خليفة العريش وهو محبوس على الفدية. فانغور أخذ الخليفة إلى بغداد حينما يغزون الفرسان العرب مخيمه.                                           |
| 3   | A Trap for Turhan (فخ لطورهان)                     | فانغور يحتال رسيم ويستولي عليه ليضع فخاً ليجتذب الأمير طورهان وأصدقاءه أن ينقذوا رسيم فيقعون في مكيدة بقار السيئة، وذلك الإعدام العلاني على الفرسان العرب كأعداء الدولة.                                                  |
| 4   | The Great Gold Robbery (سرقة الذهب الكبيرة)        | بقار يضع الإتهام على الفرسان العرب بسرقة الذهب من الخزينة المحلية ليجتذبهم في فخ مميت ينتظرهم. |
| 5   | The Wizard Ramnizar (السحار رامنيزار)              | بقار يستأجر السحّار السيئ رامنيزار ليبيد الفرسان العرب عن وجه الأرض. |
| 6   | Sky Raiders of the Desert (غزاة السماء من الصحراء) | نائدة تخطف من قبل غزاة على أحصنة محلّقة. يهاجم الفرسان العرب من قبل خفافيش عمالقة، ولكن يطردونها ويتمكنون من التسلل إلى قلعة غزاة السماء                                                                                  |
| 7   | The Challenge (التحدّي)                             | لما يورد باز الأخبار أن بقار سيحدث مباراة للرجل الأقوى في العالم، رسيم لا يتمالك نفسه عن أخذ ذلك الطُعم، فهو وطورهان يُعتقلان. بالسِرّية الفرسان العرب يتسللون المخيم في الصحراء ويوجهون هزيمة مذلة إلى بقار.                |
| 8   | Isle of Treachery (جزيرة الخيانة)                  | فانغور يحبس الملكة شهيرة وابنها أحمد ليجتذب الفرسان العرب في فخ. بهدوء رسيم وباز يتخلصان من الحراس ليحرران الآخرين، ويطردون فانغور وقواته من القصر.                                                                      |
| 9   | The Sultan's Plot (مكيدة السلطان)                  | أبادون، سلطان الظلمات، يبعد مدينة كيليباد من خليفتها لأنه أنكر الإتاوة عنه. أبادون قد حبس الفرسان العرب في مملكته المظلمة. بواسطة حيلة الحمار، الفرسان العرب يلقون ضوء الشمس على تميمة أبادون ويجعلون طاقته عديم الجدوى. |
| 10  | The Reluctant Empress (الإمبراطورة المقاوِمة)       | عند الحاكم شيراز الوسائل ليأخذ نائدة لأن يجعلها إمبراطورته بالإكراه. ولكن هي تقاوم فتنته بالروح البطولية. الفرسان العرب يتابعونها إلى مدينة أبادون ويعاركون شيراز ورجاله.                                                |
| 11  | The Coronation of Bakaar (تتويج بقار)              | سرق فانغور تاج بلاد العرب من أجل بقار. يجب على الفرسان العرب أن يستردون التاج قبل حدوث مراسم التتويج. |
| 12  | The Great Brass Beast (البهيمة النحاسية العظيمة)   | فانغور معتزم على تدمير جوارة بمكينة حربية نحاسي على شكل فيل حربي. وتبدو مكينة الحرب أن لا يمكن إيقافها للفرسان العرب. |
| 13  | The Fabulous Fair (المعرض الرائع)                  | الفرسان العرب يقومون بعملية سرية على معرض بقار المدني. وكلما يفوز الفرسان العرب بمسابقة كلما تستثار الثورة على بقار، وبخاصة سباق الخيل.                                                                                  |
| 14  | The Desert Pirates (قراصن الصحراء)                 | يغلب فانغور على نائدة ويعتقلها بواسطة سفينة قرصان البر. والفرسان العرب الباقون يضللون فانغور إلى نظير ليتكمنوه. |
| 15  | The Jewels of Joowar (جواهر جوار)                  | فانغور قد نهب جوار وسرق جواهرها السحرية. طورهان ورسيم يعتقلان لما يحاولان أن يستردان الجواهر، ولكن يحررهما الفرسان العرب ويبادرون إلى طرد فانغور.                                                                        |
| 16  | The Spy (الجاسوس)                                  | الفرسان العرب يحبطون نهب فانغور، ولكن ليس بدون خسارة زازوم له. صندار ينتحل شخصية زازوم ليجد مختفى الفرسان العرب. تنكر صندار لا يمر غير ملاحظاً والفرسان العرب يطردون هجوم بقار بينما يرجع زازوم.                          |
| 17  | The Prisoner (المعتقلة)                            | على أن فانغور يقصد أن يخطف الأميرة تاسمين، نائدة تتخذ مكانها، وذلك يؤدي إلى إعتقالها وزازوم. كلاهما يهربان ومع باقي الفرسان العرب كلهم يطردون حراس بقار ويعتقلون بقار.                                                   |
| 18  | The Royal Visitor (الزائر الملكي)                  | الأمير كمال يزور بغداد من غير علم أنها تحت سيطرة بقار، وهو يعتقل في فخ الهرم ولا تؤثر عليه مقدرات رسيم وباز. فريق يجعل منفذاً للهرم. بعد أنهم مروا من خلال البربة وينقذون الأمير، كلهم يهربون من الموضع.                  |

## وصلات خارجية
- الفرسان العرب على موقع IMDb (الإنجليزية)
- الفرسان العرب على موقع كينوبويسك (الروسية)
- الفرسان العرب على موقع قاعدة بيانات الفيلم (الإنجليزية)
- "Arabian Knights" at International Hero
- "Arabian Knights" at Don Markstein's Toonopedia. Archived from the original on April 4, 2012.